# 井上健一
井上 健一（いのうえ けんいち、1983年12月13日 - ）は、日本の声優、舞台俳優。埼玉県富士見市出身。WITH LINE所属。

## 略歴
埼玉県立朝霞西高等学校卒業。
専門学校東京アナウンス学院、映像テクノアカデミア、劇舎、STONEψWINGSアクティングススクール出身。

## 人物
趣味としてカラオケとドライブをそれぞれ挙げている。

## 出演
太字はメインキャラクター。

### テレビアニメ
2018年
- 銀魂.（侍の流儀ナレーター）

2019年
- B-PROJECT〜絶頂*エモーション〜（プロデューサーA）
- 放課後さいころ倶楽部（先生）
- 厨病激発ボーイ（体育教師）

2020年
- pet（ロンの部下）

2022年
- BLEACH 千年血戦篇（技術開発局局員）

2023年
- D4DJ All Mix（男性客）

2024年
- 真夜中ぱんチ（居酒屋客）

### ゲーム
2010年
- 天下一★戦国 LOVERS DS（黒田官兵衛）

2017年
- A3!（2017年 - 2018年、椋の父、MANKAIカンパニースタッフ、カメラマン、タクシーの運転手、MANKAI劇場アナウンス、都の住人、翼ザル）
- 逆転オセロニア
- グランドサマナーズ（ゾルダス）
- SKYOVER
- 塔亰Clanpool（ニイジマ）
- ファイトリーグ（S.N.A. ハマー）
- 雷電V Director's Cut（ウォルター・E・キャンベル）

2018年
- 戦国大河（朝倉義景）

2024年
- Death end re;Quest Code Z（ヴェルナー・グロック）

### 吹き替え

#### 映画
- ON AIR 殺人ラジオ（ナイトスラッシャー）
- キッズ・リベンジ（英語版）（ビッグス）
- クライシス・デイ
- シャドウ・スナイパー（ホルヘ〈ミリアム・カベサ〉）
- ハンターズ・アドベンチャー（フランク）
- 復讐鬼 マイ・ジャスティス（英語版）（アルバーツ）
- 復讐少女（英語版）（アンドレ〈フィリップ・アンソニー〉）
- ミラクルズ（フランソワ）
- レーサー/光と影（JP）

#### アニメ
- ビリーじいさんのミラクル救出大作戦（英語版）（バンジョー・バリー〈フォード・キアーナン（英語版）、マクトフ男爵）
- ミニミニ・ヒーローズ（英語版）（猫）

### オーディオブック
- 三姉妹探偵団（植松）
- この嘘がばれないうちに（木嶋幸雄）
- 恋歌
- 青くて痛くて脆い

### 舞台
- STONEψWINGS 第7回公演「人形の家 ドールズ・ハウス」（2006年11月28日・29日、彩の国さいたま芸術劇場）[10] - ランク 役[4]
- STONEψWINGS 第8回公演「令嬢ジュリー」（2007年11月24日・25日、読売中央公論新社ビル）[11] - 社員 役[4]
- 劇舎「待っています。」（2008年4月18日 - 20日）[12] - 水野 勝 役[4]
- STONEψWINGS 第9回公演「ポジティブな悪魔たち」（2009年1月9日 - 11日、ザムザ阿佐ヶ谷） - 高梨 米太郎 役[13]
- SKY SOART ψ WINGS 第11回公演「桜の園の裏の園」（2011年1月18日 - 20日、シアターΧ）[14] - トロフィーモフ 役[4]
- SKY SOART ψ WINGS 第12回公演「ドン･カルロス」（2012年5月10日 - 13日、d-倉庫）[15]
- キラリふじみリーディング「鴎外の怪談」（2015年9月13日、富士見市民文化会館 キラリ☆ふじみ）[16]
- キラリふじみ・リーディング「Mother-river Homing」（2016年8月1日、富士見市民文化会館 キラリ☆ふじみ）[17]
- 演劇ユニット少年cycle 旗揚げ公演「ただいまを待って」（2018年11月12日 - 14日、レンタルスペース＋カフェ 兎亭）[18]

### 朗読
- シジミーズ朗読劇「シジミーズコレクション 星新一」（2009年）[4]
- ONE AND ONLY 朗読LIVE Vol,4～「朗読と尺八の奏で」（2014年5月11日、渋谷 Wasted Time）
- ONE AND ONLY×東京イボンヌ朗読ライブ「無伴奏」(2015年2月18日、紀尾井町サロンホール）[19] - 及川 光則 役

### その他コンテンツ
- CR 信長（パチンコ、足利義昭）